# 8월의 양광

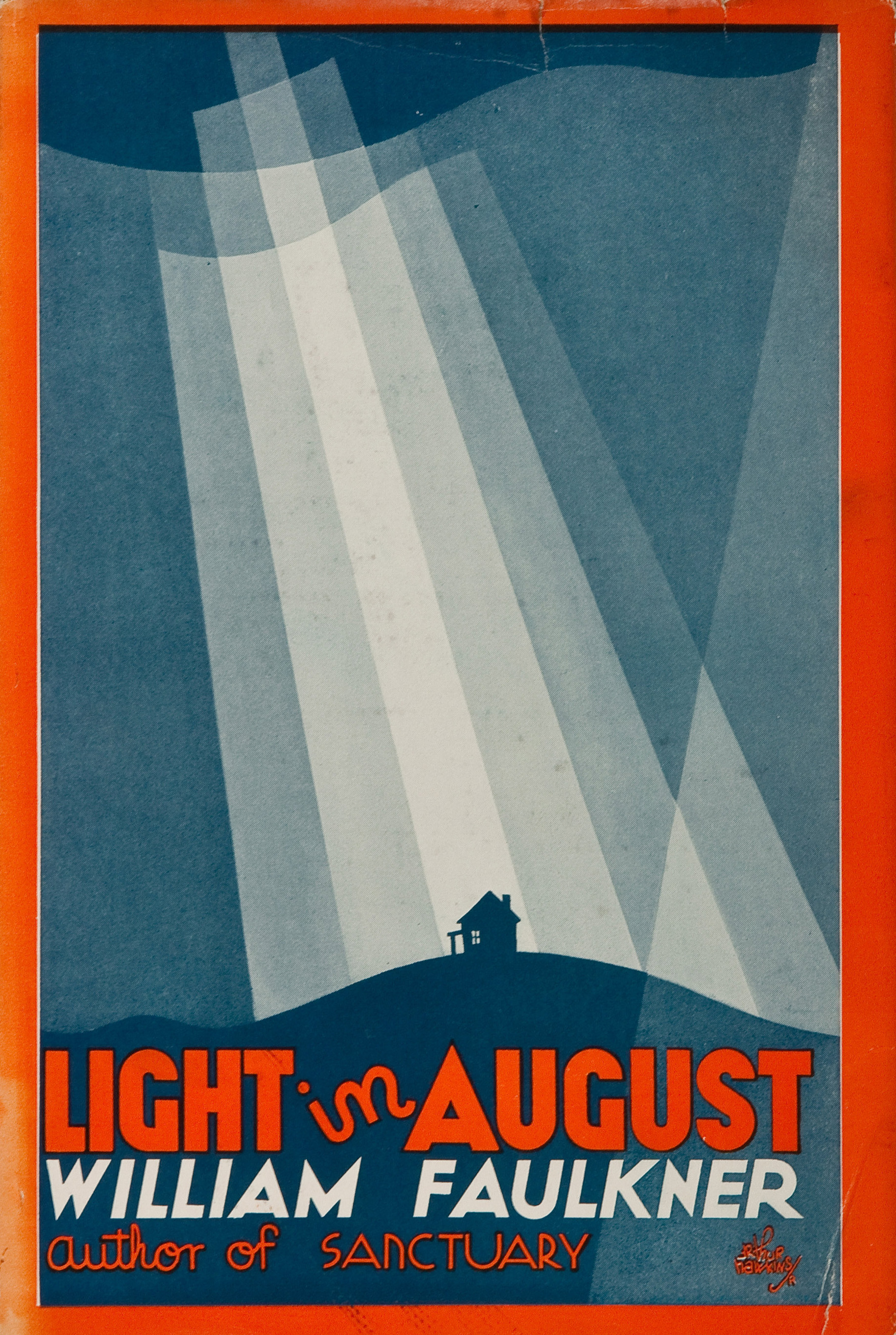

《8월의 양광》(Light in August)은 윌리엄 포크너의 1932년 장편소설이다.
포크너가 남부사회의 몰락을 그린 일련의 소설인 <음향과 분노> <압살롬 압살롬>과 함께 3대 걸작의 하나이다. 해산 달이 임박한 젊은 여인 리나가, 8월의 어느 날 제퍼슨으로 가는 길을 걷고 있다. 자기와 관계를 맺은 조 크리스마스를 찾아가는 길이다. 조는 흑인혼혈아로, 사회에서 소외되고 살인사건을 일으켜 체포된 후 거세당한 끝에 살해된다. 바로 그날 리나는 어린애를 낳는다. 그러나 그 후 중년남자의 사랑을 얻어 그곳을 떠난다. 인종적 편견, 종교적 반역, 살인 등의 비극과 함께 불행은 끝나고 리나의 평화로운 미래가 암시되고 있다.